# New Dragon Gate Inn
New Dragon Gate Inn is een actiefilm uit Hongkong, gemaakt in 1992 onder regie van Raymond Lee.
Titel in Chinese karakters: 新龍門客棧
Uitspraak in Kantonees: San1 Lung4 Mun4 Haak3 Zaan6

## Verhaal
Het verhaal speelt zich af tijdens de Ming-dynastie. De despotische eunuch en meester-zwaardvechter Tsao Siu-Yan (Donnie Yen) probeert de macht te veroveren. Verzetsstrijder Chow Wai-On (Tony Leung) verzet zich tegen hem. Uiteindelijk belanden ze in de afgelegen herberg 'Dragon Gate Inn' van eigenaresse Jade.

## Rolbezetting
Hoofdpersonages:
| Acteur            | Personage           |
| ----------------- | ------------------- |
| Brigitte Lin      | Yau Mo-Yan          |
| Maggie Cheung     | Jade                |
| Tony Leung Ka-Fai | Chow Wai-On         |
| Donnie Yen        | Eunuch Tsao Siu-Yan |
| Xiong Xin-Xin     | Ngai                |
| Ngai Chung-Wai    | Siu-Chuen           |

## Alternatieve titels
- - Dragon Inn
- - New Dragon Inn

New Dragon Gate Inn is een herverfilming van de Taiwanese film Dragon Gate Inn uit 1966 van regisseur King Hu.